# Diopsiulus regressus
Diopsiulus regressus är en mångfotingart som beskrevs av Filippo Silvestri 1916. Diopsiulus regressus ingår i släktet Diopsiulus och familjen Stemmiulidae. Inga underarter finns listade i Catalogue of Life.